# Plaridel
Plaridel (Bayan ng Plaridel) är en kommun i Filippinerna. Kommunen ligger på ön Luzon, och tillhör provinsen Bulacan. Folkmängden uppgår till 80 481 invånare.

## Barangayer
Plaridel är indelat i 19 barangayer.
| - Agnaya - Bagong Silang - Banga I - Banga II - Bintog - Bulihan - Culianin - Dampol - Lagundi - Lalangan | - Lumang Bayan - Parulan - Poblacion - Rueda - San Jose - Santa Ines - Santo Niño - Sipat - Tabang |

## Bildgalleri

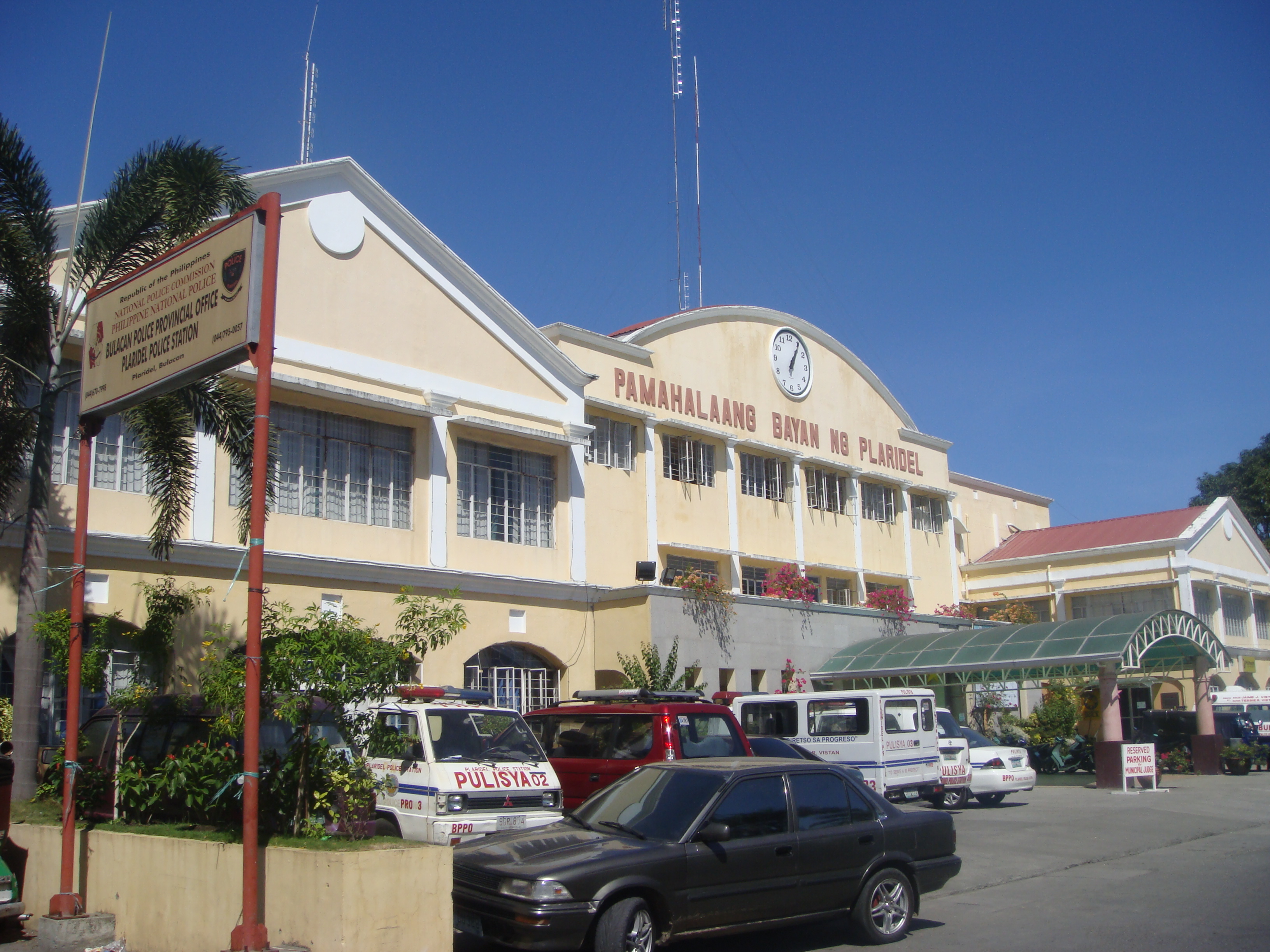
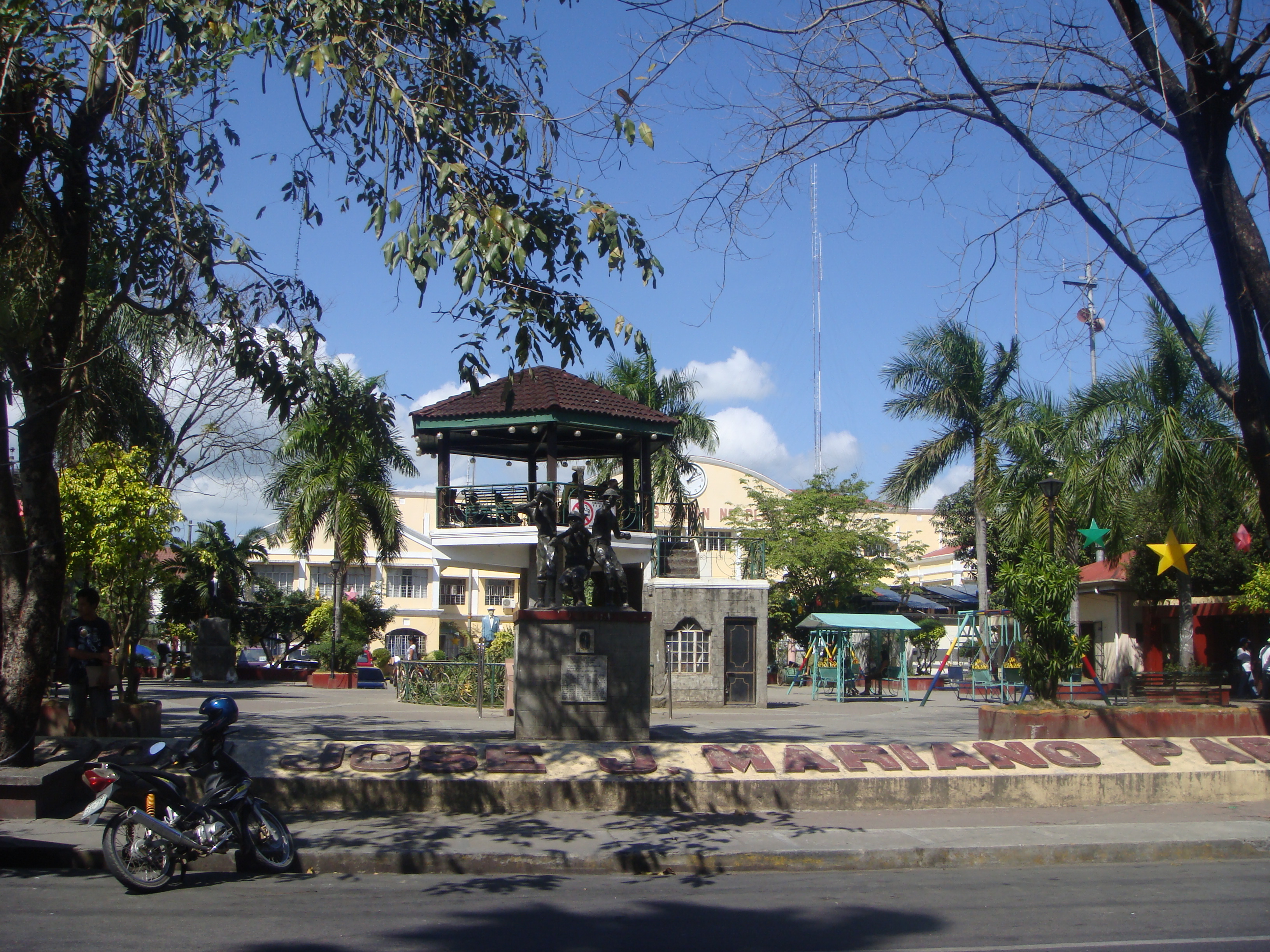
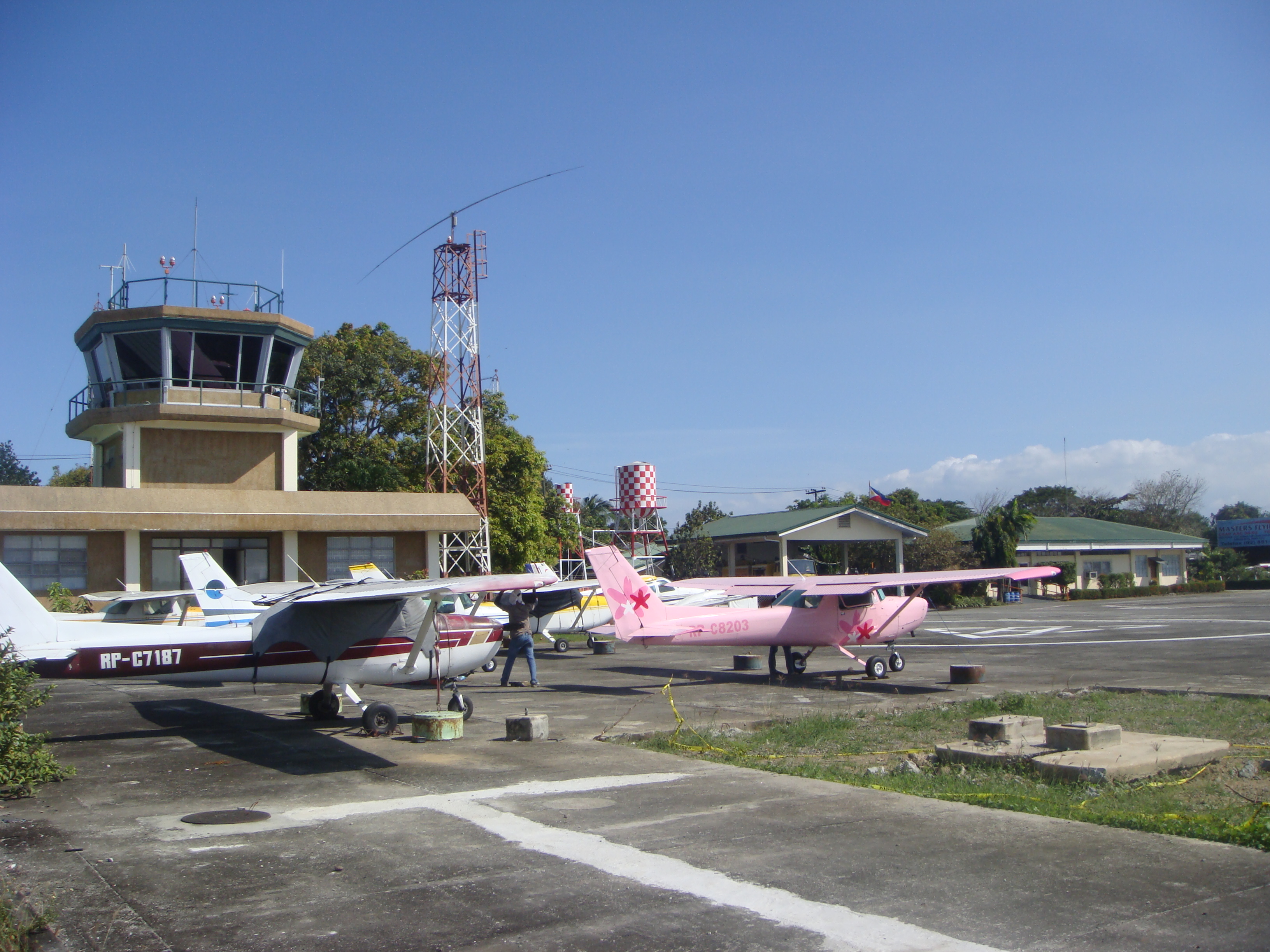
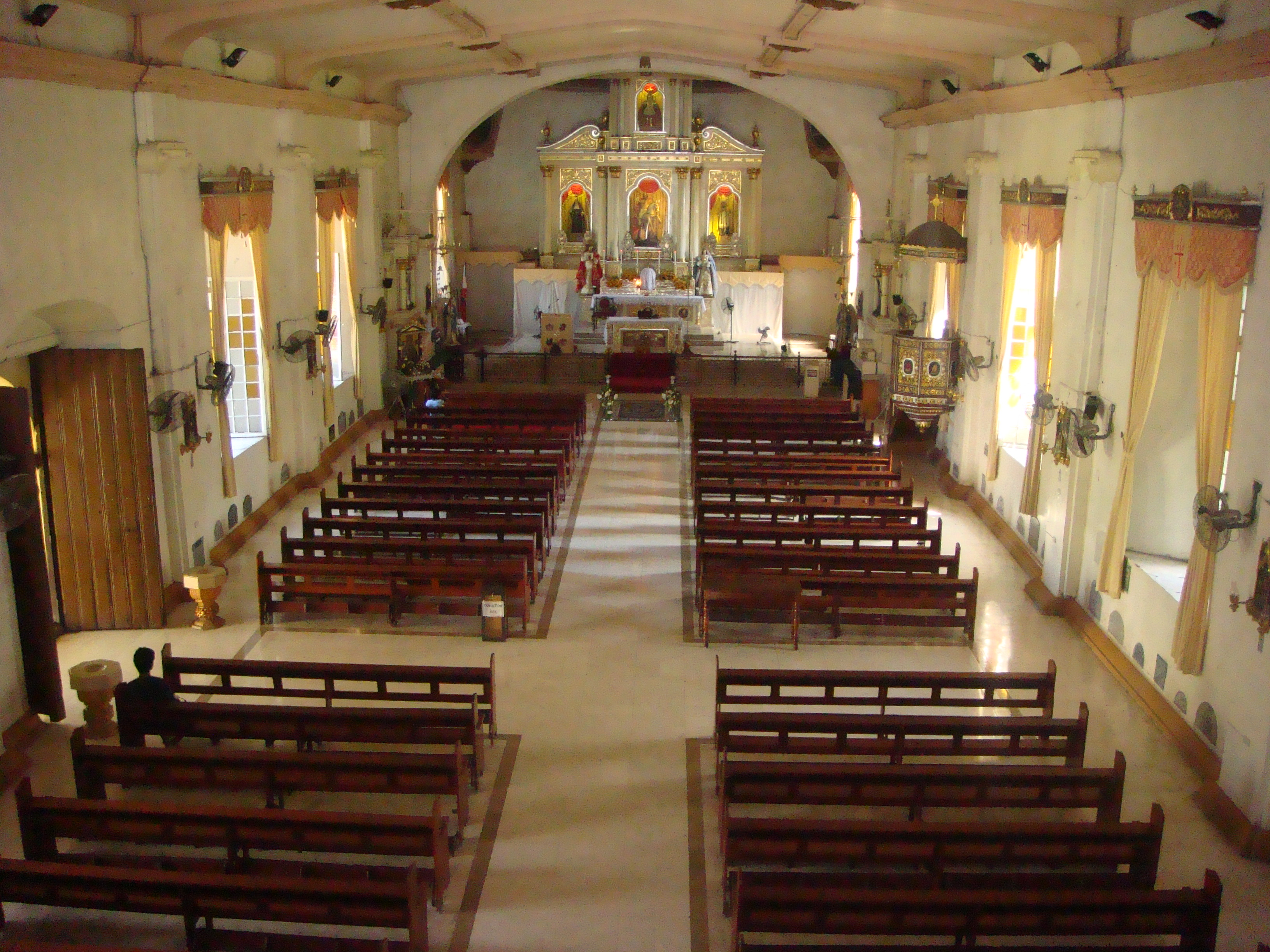
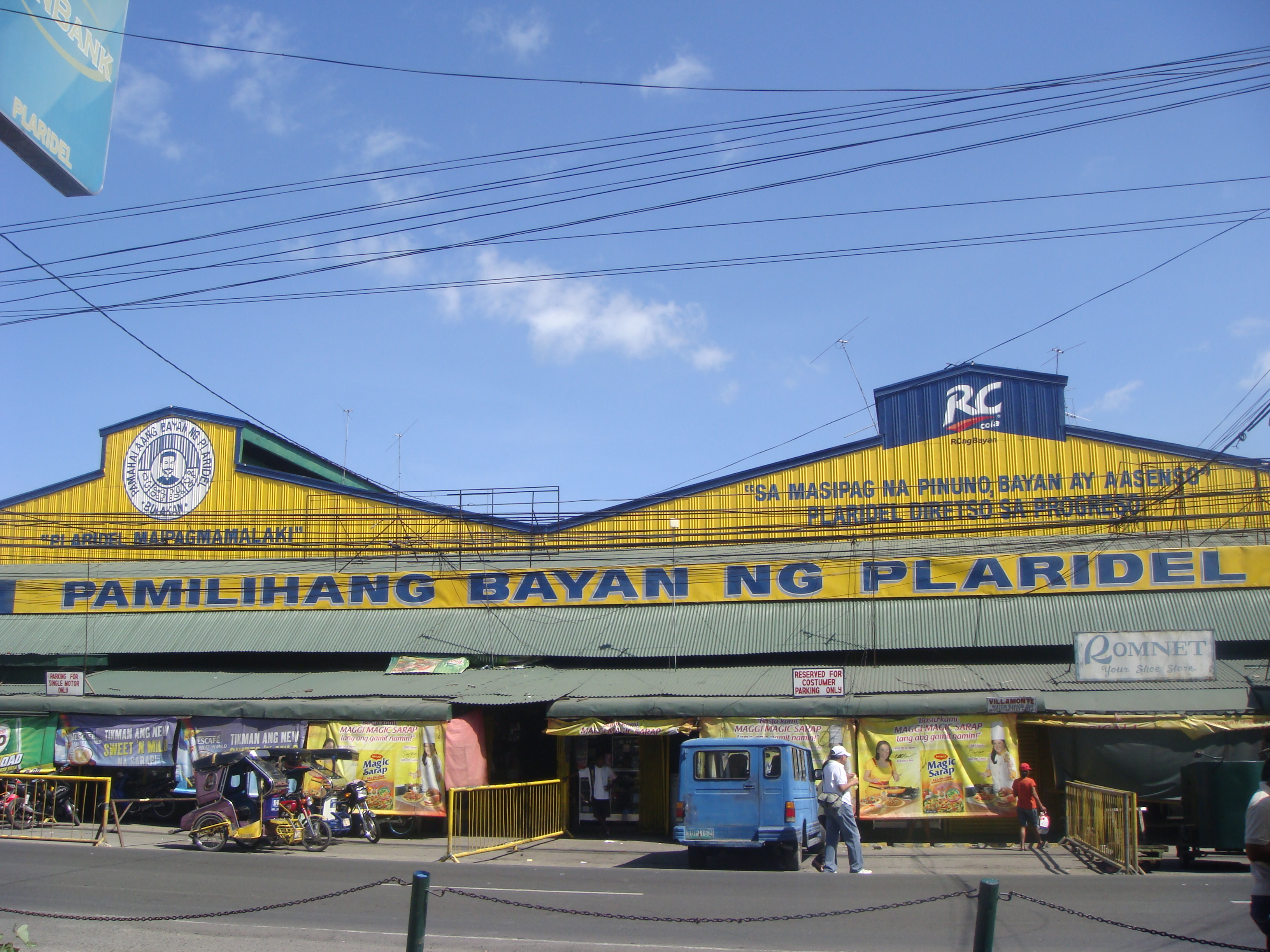